# Unión Soviética en la Copa Mundial de Fútbol de 1970
Unión Soviética fue una de las 16 selecciones participantes en la Copa Mundial de Fútbol de México 1970, la que fue su cuarta participación consecutiva en un mundial.

## Clasificación

### Grupo 4
| Pos. | País              | Pts      | J        | G        | E        | P        | GF       | GC       | GD       |
| ---- | ----------------- | -------- | -------- | -------- | -------- | -------- | -------- | -------- | -------- |
| 1    | Unión Soviética   | 7        | 4        | 3        | 1        | 0        | 8        | 1        | +7       |
| 2    | Irlanda del Norte | 5        | 4        | 2        | 1        | 1        | 7        | 3        | +4       |
| 3    | Turquía           | 0        | 4        | 0        | 0        | 4        | 2        | 13       | −11      |
| -    | Malta             | Abandonó | Abandonó | Abandonó | Abandonó | Abandonó | Abandonó | Abandonó | Abandonó |

| 10-9-1969 | Irlanda del Norte | 0–0     | Unión Soviética | Windsor Park, Belfast         |                               |
|           |                   | Reporte |                 | Árbitro(s): Michel Kitabdjian | Árbitro(s): Michel Kitabdjian |

| 15-10-1969 | Unión Soviética             | 3–0     | Turquía | Central Stadium, Kyiv |                  |
|            | Muntyan 43' 78' · Nodia 62' | Reporte |         | Árbitro(s): Lööw      | Árbitro(s): Lööw |

| 22-10-1969 | Unión Soviética           | 2–0     | Irlanda del Norte | Lenin Stadium, Moscú        |                             |
|            | Nodia 24' · Byshovets 79' | Reporte |                   | Árbitro(s): Rudolf Scheurer | Árbitro(s): Rudolf Scheurer |

| 16-11-1969 | Turquía   | 1–3     | Unión Soviética                   | Ali Sami Yen Stadium, Istanbul  |                                 |
|            | Ender 24' | Reporte | Asatiani 3' 60' · Khmelnitsky 34' | Árbitro(s): Ferdinand Marschall | Árbitro(s): Ferdinand Marschall |

## Jugadores
Estos son los 22 jugadores convocados para el torneo:

## Resultados
Unión Soviética fue eliminada en los cuartos de final.

### Grupo 1
| País            | J | G | E | P | GF | GC | GD | PTS} |
| --------------- | - | - | - | - | -- | -- | -- | ---- |
| Unión Soviética | 3 | 2 | 1 | 0 | 6  | 1  | +5 | 5    |
| México          | 3 | 2 | 1 | 0 | 5  | 0  | +5 | 5    |
| Bélgica         | 3 | 1 | 0 | 2 | 4  | 5  | −1 | 2    |
| El Salvador     | 3 | 0 | 0 | 3 | 0  | 9  | −9 | 0    |

### Contra México
| 31 de mayo de 1970 | México | 0-0     | Unión Soviética | Estadio Azteca, Ciudad de México                              |                                                               |
|                    |        | Reporte |                 | Asistencia: 107 160 espectadores Árbitro(s): Kurt Tschenscher | Asistencia: 107 160 espectadores Árbitro(s): Kurt Tschenscher |

| 1  | PO | Ignacio Calderón      |     |
| 3  | DF | Gustavo Peña          |     |
| 5  | DF | Mario Pérez           |     |
| 6  | DF | Guillermo Hernández   |     |
| 13 | DF | José Vantolrá         |     |
| 14 | DF | Javier Guzmán         |     |
| 15 | MC | Héctor Pulido         |     |
| 18 | MC | Mario Velarde         | 67' |
| 10 | DE | Horacio López Salgado |     |
| 19 | DE | Javier Valdivia       |     |
| 21 | DE | Javier Fragoso        |     |
| DT | DT | Raúl Cárdenas         |     |

| 2  | PO | Anzor Kavazashvili   |     |
| 5  | DF | Vladimir Kaplichny   |     |
| 6  | DF | Evgeny Lovchev       |     |
| 7  | DF | Gennady Logofet      |     |
| 9  | DF | Albert Shesternyov   |     |
| 11 | MC | Kakhi Asatiani       |     |
| 14 | MC | Vladimir Muntyan     |     |
| 15 | MC | Víktor Serébrianikov | 46' |
| 16 | DE | Anatoliy Byshovets   |     |
| 17 | DE | Gennady Yevriuzhikin |     |
| 19 | DE | Givi Nodia           | 66' |
| DT | DT | Gavril Kachalin      |     |

| 8 | MC | Antonio Munguía | 67' |

| 20 | MC | Anatoliy Puzach    | 46' |
| 21 | DE | Vitaly Khmelnitsky | 66' |

| Amonestado | 60' | Gustavo Peña |

| Amonestado | 30' | Kakhi Asatiani  |
| Amonestado | 31' | Givi Nodia      |
| Amonestado | 34' | Evgeny Lovchev  |
| Amonestado | 72' | Gennady Logofet |

| Árbitro             | Kurt Tschenscher |
| Árbitros asistentes | Keith Dunstan    |
| Árbitros asistentes | Jack Taylor      |

| 1  | PO | Ignacio Calderón      |     |
| 3  | DF | Gustavo Peña          |     |
| 5  | DF | Mario Pérez           |     |
| 6  | DF | Guillermo Hernández   |     |
| 13 | DF | José Vantolrá         |     |
| 14 | DF | Javier Guzmán         |     |
| 15 | MC | Héctor Pulido         |     |
| 18 | MC | Mario Velarde         | 67' |
| 10 | DE | Horacio López Salgado |     |
| 19 | DE | Javier Valdivia       |     |
| 21 | DE | Javier Fragoso        |     |
| DT | DT | Raúl Cárdenas         |     |

| 2  | PO | Anzor Kavazashvili   |     |
| 5  | DF | Vladimir Kaplichny   |     |
| 6  | DF | Evgeny Lovchev       |     |
| 7  | DF | Gennady Logofet      |     |
| 9  | DF | Albert Shesternyov   |     |
| 11 | MC | Kakhi Asatiani       |     |
| 14 | MC | Vladimir Muntyan     |     |
| 15 | MC | Víktor Serébrianikov | 46' |
| 16 | DE | Anatoliy Byshovets   |     |
| 17 | DE | Gennady Yevriuzhikin |     |
| 19 | DE | Givi Nodia           | 66' |
| DT | DT | Gavril Kachalin      |     |

| 8 | MC | Antonio Munguía | 67' |

| 20 | MC | Anatoliy Puzach    | 46' |
| 21 | DE | Vitaly Khmelnitsky | 66' |

| Amonestado | 60' | Gustavo Peña |

| Amonestado | 30' | Kakhi Asatiani  |
| Amonestado | 31' | Givi Nodia      |
| Amonestado | 34' | Evgeny Lovchev  |
| Amonestado | 72' | Gennady Logofet |

| Árbitro             | Kurt Tschenscher |
| Árbitros asistentes | Keith Dunstan    |
| Árbitros asistentes | Jack Taylor      |

### Contra Bélgica
| 6 de junio de 1970 | Unión Soviética                                     | 4-1     | Bélgica     | Estadio Azteca, Ciudad de México                            |                                                             |
|                    | Byshovets 14' 63' · Asatiani 57' · Khmelnytskyi 76' | Reporte | Lambert 86' | Asistencia: 95 261 espectadores Árbitro(s): Rudolf Scheurer | Asistencia: 95 261 espectadores Árbitro(s): Rudolf Scheurer |

| 2  | PO | Anzor Kavazashvili   |     |
| 3  | DF | Valentin Afonin      |     |
| 4  | DF | Revaz Dzodzuashvili  | 73' |
| 5  | DF | Vladimir Kaplichny   | 34' |
| 8  | DF | Murtaz Khurtsilava   |     |
| 9  | DF | Albert Shesternyov   |     |
| 11 | MC | Kakhi Asatiani       |     |
| 14 | MC | Vladimir Muntyan     |     |
| 16 | DE | Anatoliy Byshovets   |     |
| 17 | DE | Gennady Yevriuzhikin |     |
| 21 | DE | Vitaliy Khmelnytskyi |     |
| DT | DT | Gavril Kachalin      |     |

| 1  | PO | Christian Piot    |
| 2  | DF | Georges Heylens   |
| 3  | DF | Jean Thissen      |
| 4  | DF | Nicolas Dewalque  |
| 5  | DF | Léon Jeck         |
| 6  | MC | Jean Dockx        |
| 7  | MC | Léon Semmeling    |
| 8  | MC | Wilfried Van Moer |
| 10 | DE | Paul Van Himst    |
| 11 | DE | Wilfried Puis     |
| 18 | DE | Raoul Lambert     |
| DT | DT | Raymond Goethals  |

| 6  | DF | Evgeny Lovchev   | 34' |
| 12 | DF | Nikolay Kiselyov | 73' |

| Anotado | 14' | Anatoliy Byshovets   |
| Anotado | 57' | Kakhi Asatiani       |
| Anotado | 63' | Anatoliy Byshovets   |
| Anotado | 76' | Vitaliy Khmelnytskyi |

| Anotado | 86' | Raoul Lambert |

| Árbitro             | Rudolf Scheurer |
| Árbitros asistentes | Henry Landauer  |
| Árbitros asistentes | Bobby Davidson  |

| 2  | PO | Anzor Kavazashvili   |     |
| 3  | DF | Valentin Afonin      |     |
| 4  | DF | Revaz Dzodzuashvili  | 73' |
| 5  | DF | Vladimir Kaplichny   | 34' |
| 8  | DF | Murtaz Khurtsilava   |     |
| 9  | DF | Albert Shesternyov   |     |
| 11 | MC | Kakhi Asatiani       |     |
| 14 | MC | Vladimir Muntyan     |     |
| 16 | DE | Anatoliy Byshovets   |     |
| 17 | DE | Gennady Yevriuzhikin |     |
| 21 | DE | Vitaliy Khmelnytskyi |     |
| DT | DT | Gavril Kachalin      |     |

| 1  | PO | Christian Piot    |
| 2  | DF | Georges Heylens   |
| 3  | DF | Jean Thissen      |
| 4  | DF | Nicolas Dewalque  |
| 5  | DF | Léon Jeck         |
| 6  | MC | Jean Dockx        |
| 7  | MC | Léon Semmeling    |
| 8  | MC | Wilfried Van Moer |
| 10 | DE | Paul Van Himst    |
| 11 | DE | Wilfried Puis     |
| 18 | DE | Raoul Lambert     |
| DT | DT | Raymond Goethals  |

| 6  | DF | Evgeny Lovchev   | 34' |
| 12 | DF | Nikolay Kiselyov | 73' |

| Anotado | 14' | Anatoliy Byshovets   |
| Anotado | 57' | Kakhi Asatiani       |
| Anotado | 63' | Anatoliy Byshovets   |
| Anotado | 76' | Vitaliy Khmelnytskyi |

| Anotado | 86' | Raoul Lambert |

| Árbitro             | Rudolf Scheurer |
| Árbitros asistentes | Henry Landauer  |
| Árbitros asistentes | Bobby Davidson  |

### Contra El Salvador
| 10 de junio de 1970 | Unión Soviética   | 2-0     | El Salvador | Estadio Azteca, Ciudad de México                                   |                                                                    |
|                     | Byshovets 51' 74' | Reporte |             | Asistencia: 89 979 espectadores Árbitro(s): Rafael Hormazábal Díaz | Asistencia: 89 979 espectadores Árbitro(s): Rafael Hormazábal Díaz |

| 2  | PO | Anzor Kavazashvili   |     |
| 3  | DF | Valentin Afonin      |     |
| 4  | DF | Revaz Dzodzuashvili  |     |
| 8  | DF | Murtaz Khurtsilava   |     |
| 9  | DF | Albert Shesternyov   |     |
| 12 | MC | Nikolay Kiselyov     | 81' |
| 14 | MC | Vladimir Muntyan     |     |
| 15 | MC | Víktor Serébrianikov |     |
| 16 | DE | Anatoliy Byshovets   |     |
| 20 | DE | Anatoliy Puzach      | 46' |
| 21 | DE | Vitaliy Khmelnytskyi |     |
| DT | DT | Gavril Kachalin      |     |

| 1  | PO | Raúl Magaña        |     |
| 2  | DF | Roberto Rivas      |     |
| 3  | DF | Salvador Mariona   |     |
| 5  | DF | Saturnino Osorio   |     |
| 18 | DF | Guillermo Castro   |     |
| 7  | MC | Mauricio Rodríguez | 82' |
| 8  | MC | Jorge Vásquez      |     |
| 12 | MC | Mario Monge        |     |
| 19 | MC | Sergio Méndez      |     |
| 10 | DE | Salvador Flamenco  | 86' |
| 17 | DE | Jaime Portillo     |     |
| DT | DT | Hernán Carrasco    |     |

| 11 | MC | Kakhi Asatiani       | 81' |
| 17 | DE | Gennady Yevriuzhikin | 46' |

| 11 | MC | Ernesto Aparicio | 82' |
| 16 | DE | Genaro Sermeño   | 86' |

| Anotado | 51' | Anatoliy Byshovets |
| Anotado | 74' | Anatoliy Byshovets |

| Amonestado | 90' | Vitaliy Khmelnytskyi |

| Árbitro             | Rafael Hormazábal       |
| Árbitros asistentes | Ángel Coerezza          |
| Árbitros asistentes | Ayrton Vieira de Moraes |

| 2  | PO | Anzor Kavazashvili   |     |
| 3  | DF | Valentin Afonin      |     |
| 4  | DF | Revaz Dzodzuashvili  |     |
| 8  | DF | Murtaz Khurtsilava   |     |
| 9  | DF | Albert Shesternyov   |     |
| 12 | MC | Nikolay Kiselyov     | 81' |
| 14 | MC | Vladimir Muntyan     |     |
| 15 | MC | Víktor Serébrianikov |     |
| 16 | DE | Anatoliy Byshovets   |     |
| 20 | DE | Anatoliy Puzach      | 46' |
| 21 | DE | Vitaliy Khmelnytskyi |     |
| DT | DT | Gavril Kachalin      |     |

| 1  | PO | Raúl Magaña        |     |
| 2  | DF | Roberto Rivas      |     |
| 3  | DF | Salvador Mariona   |     |
| 5  | DF | Saturnino Osorio   |     |
| 18 | DF | Guillermo Castro   |     |
| 7  | MC | Mauricio Rodríguez | 82' |
| 8  | MC | Jorge Vásquez      |     |
| 12 | MC | Mario Monge        |     |
| 19 | MC | Sergio Méndez      |     |
| 10 | DE | Salvador Flamenco  | 86' |
| 17 | DE | Jaime Portillo     |     |
| DT | DT | Hernán Carrasco    |     |

| 11 | MC | Kakhi Asatiani       | 81' |
| 17 | DE | Gennady Yevriuzhikin | 46' |

| 11 | MC | Ernesto Aparicio | 82' |
| 16 | DE | Genaro Sermeño   | 86' |

| Anotado | 51' | Anatoliy Byshovets |
| Anotado | 74' | Anatoliy Byshovets |

| Amonestado | 90' | Vitaliy Khmelnytskyi |

| Árbitro             | Rafael Hormazábal       |
| Árbitros asistentes | Ángel Coerezza          |
| Árbitros asistentes | Ayrton Vieira de Moraes |

### Cuartos de final
| 14 de junio de 1970 | Unión Soviética | 0-1 (t. s.) | Uruguay        | Estadio Azteca, Ciudad de México                               |                                                                |
|                     |                 | Reporte     | Espárrago 117' | Asistencia: 26 085 espectadores Árbitro(s): Laurens van Ravens | Asistencia: 26 085 espectadores Árbitro(s): Laurens van Ravens |

| 1  | PO | Ladislao Mazurkiewicz  |      |
| 2  | DF | Atilio Ancheta         |      |
| 3  | DF | Roberto Matosas        |      |
| 4  | DF | Luis Ubiña             |      |
| 6  | DF | Juan Mujica            |      |
| 5  | MC | Julio Montero Castillo |      |
| 7  | MC | Luis Cubilla           |      |
| 10 | MC | Ildo Maneiro           |      |
| 20 | MC | Julio César Cortés     |      |
| 11 | DE | Julio César Morales    | 96'  |
| 15 | DE | Dagoberto Fontes       | 103' |
| DT | DT | Juan Eduardo Hohberg   |      |

| 2  | PO | Anzor Kavazashvili   |     |
| 3  | DF | Valentin Afonin      |     |
| 4  | DF | Revaz Dzodzuashvili  |     |
| 5  | DF | Volodymyr Kaplychnyi |     |
| 8  | DF | Murtaz Khurtsilava   | 86' |
| 9  | DF | Albert Shesternyov   |     |
| 11 | MC | Kakhi Asatiani       | 71' |
| 14 | MC | Vladimir Muntyan     |     |
| 16 | DE | Anatoliy Byshovets   |     |
| 17 | DE | Gennady Yevriuzhikin |     |
| 21 | DE | Vitaliy Khmelnytskyi |     |
| DT | DT | Gavril Kachalin      |     |

| 9  | DE | Víctor Espárrago | 103' |
| 18 | DE | Alberto Gómez    | 96'  |

| 7  | DF | Gennady Logofet  | 86' |
| 12 | MC | Nikolay Kiselyov | 71' |

| Anotado | 117' | Víctor Espárrago |

| Amonestado | 9'  | Roberto Matosas        |
| Amonestado | 17' | Julio Montero Castillo |
| Amonestado | 59' | Luis Ubiña             |

| Amonestado | 32'  | Kakhi Asatiani       |
| Amonestado | 76'  | Volodymyr Kaplychnyi |
| Amonestado | 118' | Anatoliy Byshovets   |

| Árbitro             | Laurens van Ravens |
| Árbitros asistentes | Bobby Davidson     |
| Árbitros asistentes | Rudi Glöckner      |

| 1  | PO | Ladislao Mazurkiewicz  |      |
| 2  | DF | Atilio Ancheta         |      |
| 3  | DF | Roberto Matosas        |      |
| 4  | DF | Luis Ubiña             |      |
| 6  | DF | Juan Mujica            |      |
| 5  | MC | Julio Montero Castillo |      |
| 7  | MC | Luis Cubilla           |      |
| 10 | MC | Ildo Maneiro           |      |
| 20 | MC | Julio César Cortés     |      |
| 11 | DE | Julio César Morales    | 96'  |
| 15 | DE | Dagoberto Fontes       | 103' |
| DT | DT | Juan Eduardo Hohberg   |      |

| 2  | PO | Anzor Kavazashvili   |     |
| 3  | DF | Valentin Afonin      |     |
| 4  | DF | Revaz Dzodzuashvili  |     |
| 5  | DF | Volodymyr Kaplychnyi |     |
| 8  | DF | Murtaz Khurtsilava   | 86' |
| 9  | DF | Albert Shesternyov   |     |
| 11 | MC | Kakhi Asatiani       | 71' |
| 14 | MC | Vladimir Muntyan     |     |
| 16 | DE | Anatoliy Byshovets   |     |
| 17 | DE | Gennady Yevriuzhikin |     |
| 21 | DE | Vitaliy Khmelnytskyi |     |
| DT | DT | Gavril Kachalin      |     |

| 9  | DE | Víctor Espárrago | 103' |
| 18 | DE | Alberto Gómez    | 96'  |

| 7  | DF | Gennady Logofet  | 86' |
| 12 | MC | Nikolay Kiselyov | 71' |

| Anotado | 117' | Víctor Espárrago |

| Amonestado | 9'  | Roberto Matosas        |
| Amonestado | 17' | Julio Montero Castillo |
| Amonestado | 59' | Luis Ubiña             |

| Amonestado | 32'  | Kakhi Asatiani       |
| Amonestado | 76'  | Volodymyr Kaplychnyi |
| Amonestado | 118' | Anatoliy Byshovets   |

| Árbitro             | Laurens van Ravens |
| Árbitros asistentes | Bobby Davidson     |
| Árbitros asistentes | Rudi Glöckner      |